# Olios batesi
Olios batesi är en spindelart som först beskrevs av Pocock 1899.  Olios batesi ingår i släktet Olios och familjen jättekrabbspindlar.
Artens utbredningsområde är Kamerun. Inga underarter finns listade i Catalogue of Life.